# 212P/NEAT
La cometa NEAT 24, formalmente 212P/NEAT, è una cometa periodica appartenente alla famiglia delle comete gioviane ed alla famiglia di comete quasi-Hilda. Al momento della scoperta, il 1º dicembre 2000, fu ritenuta un asteroide, al successivo passaggio al perielio ebbe un improvviso aumento della magnitudine, 19,65, che rivelò la sua natura cometaria. L'orbita di questa cometa ha una MOID molto piccola col pianeta Marte, dando origine ad uno sciame meteorico sul pianeta: tra il dicembre 2039 ed il gennaio 2040 il pianeta e la cometa avranno un passaggio molto ravvicinato.